# Donaldson (Arkansas)
Donaldson es un pueblo ubicado en el condado de Hot Spring en el estado estadounidense de Arkansas. En el Censo de 2010 tenía una población de 301 habitantes y una densidad poblacional de 177,7 personas por km².

## Geografía
Donaldson se encuentra ubicado en las coordenadas 34°14′3″N 92°55′7″O / 34.23417, -92.91861. Según la Oficina del Censo de los Estados Unidos, Donaldson tiene una superficie total de 1.69 km², de la cual 1.69 km² corresponden a tierra firme y (0%) 0 km² es agua.

## Demografía
Según el censo de 2010, había 301 personas residiendo en Donaldson. La densidad de población era de 177,7 hab./km². De los 301 habitantes, Donaldson estaba compuesto por el 98.34% blancos, el 0.33% eran afroamericanos, el 0.33% eran amerindios, el 0% eran asiáticos, el 0% eran isleños del Pacífico, el 0% eran de otras razas y el 1% pertenecían a dos o más razas. Del total de la población el 0.33% eran hispanos o latinos de cualquier raza.